# 长城信息产业
长城信息产业（深交所除牌前：000748，简称：长城信息，曾简称“湘计算机”）为一家办公与注册于湖南省长沙市的上市股份制公司，业务涵盖金融电子、高新电子、医疗电子、软件园区开发、软件系统集成与服务及电子产品制造。2010年，公司销售收入106,781.34万元，净利润3,484.01万元。公司注册地址为长沙市雨花路161号，办公地点位于长沙经开区（星沙）东三路5号。
长城信息产业于1997年4月29日由中国长城计算机集团公司、湖南电子信息产业集团有限公司、邵阳电源总厂和北京建银电脑公司四家企业共同发起，在部分改组湖南计算机厂、邵阳电源总厂的基础上以募集设立方式设立。湖南计算机厂前身为湖南省无线电厂，1969年成立；1997年7月4日于深圳证券交易所上市交易。到2010年12月31日，公司总股本从上市时的19,200万股扩展至37,556.22万股，总资产187,312.15万元。